# Iso Marjakari
Iso Marjakari är en ö i Finland. Den ligger i Bottenhavet och i kommunen Nystad i den ekonomiska regionen  Nystadsregionen i landskapet Egentliga Finland, i den sydvästra delen av landet. Ön ligger omkring 81 kilometer nordväst om Åbo och omkring 220 kilometer väster om Helsingfors.
Öns area är 6 hektar och dess största längd är 340 meter i sydväst-nordöstlig riktning.